# Liabum brachypus
Liabum brachypus là một loài thực vật có hoa trong họ Cúc. Loài này được (Rydb.) S.F.Blake mô tả khoa học đầu tiên năm 1932.